# Аккайын (Восточно-Казахстанская область)
Аккайын (каз. Аққойын) — село в Зайсанском районе Восточно-Казахстанской области Казахстана. Входит в состав сельского округа Сарытерек. Код КАТО — 634643200.

## Население
В 1999 году население села составляло 86 человек (43 мужчины и 43 женщины). По данным переписи 2009 года, в селе проживали 43 человека (24 мужчины и 19 женщин).